# Remko Bicentini
Remko Bicentini, né le 20 février 1968 à Nimègue, est un footballeur néerlandais reconverti comme entraîneur.

## Carrière

### Joueur
Natif de Nimègue, il est le fils d'un ancien footballeur curacien du NEC Nimègue, Moises Bicentini, qui y évolua entre 1957 et 1961. Il débute dans le même club que son père, pendant deux saisons (1986-1988), jouant vingt-quatre matchs pour aucun but inscrit. Il joue ensuite dans des clubs de divisions inférieures.

### Entraîneur
Après cela, il se reconvertit comme entraîneur et intègre le staff de l'équipe des Antilles néerlandaises en 2008 en tant qu'adjoint avant d'être promu sélectionneur l'année suivante (trois matchs dirigés). Parallèlement, il dirige des clubs néerlandais (SV Orion et SV AWC) sans jamais cesser de travailler avec la sélection de Curaçao, héritière de l'ancienne équipe des Antilles néerlandaises, notamment comme adjoint de Patrick Kluivert, puis comme sélectionneur.
Il réussit l'exploit de qualifier Curaçao pour la Gold Cup 2017 – ce qui constitue une première pour cette sélection – avant de rempiler, en novembre 2016, pour trois ans à la tête de l'équipe. Le 25 juin 2017, il y atteint la consécration en remportant la Coupe caribéenne des nations 2017 aux dépens de la Jamaïque (victoire 2-1).
Revenu entraîneur de Curaçao en août 2022, il est limogé de ses fonctions en juillet 2023.

## Palmarès(entraîneur)
- Curaçao
  - Vainqueur de la Coupe caribéenne des nations en 2017.
  - Vainqueur de la King's Cup en 2019.